# Marchagaz
Marchagaz ist ein westspanisches Dorf und eine Gemeinde (municipio) mit 236 Einwohnern (Stand: 2024) in der Provinz Cáceres im Norden der autonomen Region Extremadura. 

## Lage und Klima
Marchagaz liegt in einem Teil des Iberischen Gebirges, in einer Höhe von ca. 515 m. Die Entfernung nach Cáceres beträgt etwa 95 km (Fahrtstrecke) in südlicher Richtung. Das Klima ist gemäßigt; Regen fällt hauptsächlich im Winterhalbjahr.

## Bevölkerungsentwicklung
| Jahr      | 1970 | 1981 | 1991 | 2001 | 2011 | 2021 |
| Einwohner | 505  | 476  | 430  | 389  | 260  | 208  |

## Sehenswürdigkeiten
- Jakobuskirche (Iglesia de Santiago Apóstol)